# Tarcie osierdziowe
Tarcie osierdziowe – objaw osłuchowy zapalenia osierdzia. Powstaje na skutek pocierania o siebie blaszek zmienionego zapalnie osierdzia. Ulega wzmocnieniu po mocnym przyciśnięciu lejka stetoskopu do klatki piersiowej, charakteryzuje się też niestałością – pojawia się i znika.